# 北恵那鉄道ワム301形貨車
北恵那鉄道ワム301形貨車（きたえなてつどうワム301がたかしゃ）とは、かつて北恵那鉄道北恵那鉄道線で運用された貨車（有蓋車）である。

## 概要
- 1924年（大正13年）、北恵那鉄道が新造した日本車輌製造製の木造2軸有蓋車である。3両が製造された。
- 北恵那鉄道は国鉄と連帯運輸契約を結んでおり、中津町駅と中央本線中津川駅の間に約500mほどの貨物連絡線路が敷設されており、貨車の乗り入れが行われていた。ワム301形は国鉄乗入許可車両であり、国鉄の機関車に引かれて中央本線を運行されることもあった。1963年（昭和38年）に連帯運輸契約が解除すると社内のみの運用となる。
- 晩年は手小荷物車の代用として使用され、3両とも1978年（昭和53年）の北恵那鉄道線廃止まで在籍していた。

## 主要諸元
- 最大寸法：

全長：7,969mm
全幅：2,733mm
全高：3,731mm
- 自重：7.75t
- 荷重：15t